# Dieter K. Fütterer
Dieter Karl Fütterer (* 7. Juli 1938 in Göttingen) ist ein deutscher Geologe, der sich vor allem mit Meeresforschung und Polarforschung in der Antarktis befasst. Er ist am Alfred-Wegener-Institut und war Professor an der Universität Bremen.
Fütterer wurde 1969 an der Universität Göttingen promoviert (Die Sedimente der nördlichen Adria vor der Küste Istriens). 1978 wurde er an der Universität Kiel habilitiert (Die Feinfraktion (Silt) in marinen Sedimenten des ariden Klimabereichs: quantitative Analysenmethoden, Herkunft und Verbreitung).
Fütterer war auf Expeditionen mit der Polarstern in der geologischen Erforschung der Antarktis aktiv.
1983 gründete er mit Hubert Miller und Georg Kleinschmidt den Arbeitskreis Geologie der Polargebiete der Deutschen Gesellschaft für Polarforschung. und bis 1993 war er mit Hubert Miller deren Sprecher. 1984 wurde ihre Strategieschrift Geologische Erforschung arktischer Meeresräume veröffentlicht.
Er war bis 2020 Schriftleiter der Zeitschrift Polarforschung.
2005 erhielt er die Hans-Stille-Medaille, 2015 die Weyprecht-Medaille.

## Schriften
- mit Eberhard Fahrbach Polarstern: 25 Jahre Forschung in Arktis und Antarktis, Delius Klasing 2008
- mit Detlef Damaske, Georg Kleinschmidt, Hubert Miller, Franz Tessensohn (Herausgeber) Antarctica, Contributions to Global Earth Sciences, Springer Verlag 2006